# Reda (řeka)
Reda je řeka nachazející se v okrese Wejherowo a okrese Puck v Kašubsku v Pomořském vojvodství v severním Polsku. Patří do úmoří Baltského moře. Délka řeky je 50 km.

## Popis toku
Řeka Reda pramení v Puszczy Wierchucińskiej v chráněné oblasti Użytek ekologiczny Źródliska Redy u vesnice Strzebielino v gmině Łęczyce v okrese Wejherowo. Tok řeky směřuje po celé délce nejprve převážně severovýchodním směrem a pak převážně východním směrem. U vesnice Słuszewo se do Redy zleva vlévá potok Słuszewska Struga. Dále řeka napájí jezero Orle s přilehlými rybníky. Za jezerem Orle je tok řeky také regulován umělým kanálem Kanał Reda, který byl využíván ještě v 60. letech 20. století k dopravě pro cementárnu ve Wejherově. Dále řeka protéká vesnicí Orle a u vesnice Bolzewo se do ní zprava vlévá řeka Bolszewka. Pak řeka meandruje severní částí Malého Trojměstí (městy Wejherowo a Reda). Ve Wejherowu se do Redy zprava vlévá potok Cedron. V obci Ciechocino vzniká odtokem Redy Kanał Mrzezino. Nakonec v přírodní rezervaci Beka (Rezerwat Przyrody Beka) vytváří mokřadovou deltu a vtéká do Pucké zátoky Baltského moře.

## Další informace
Reda je také využívána vodáky ke sjíždění a rybáři.

## Galerie

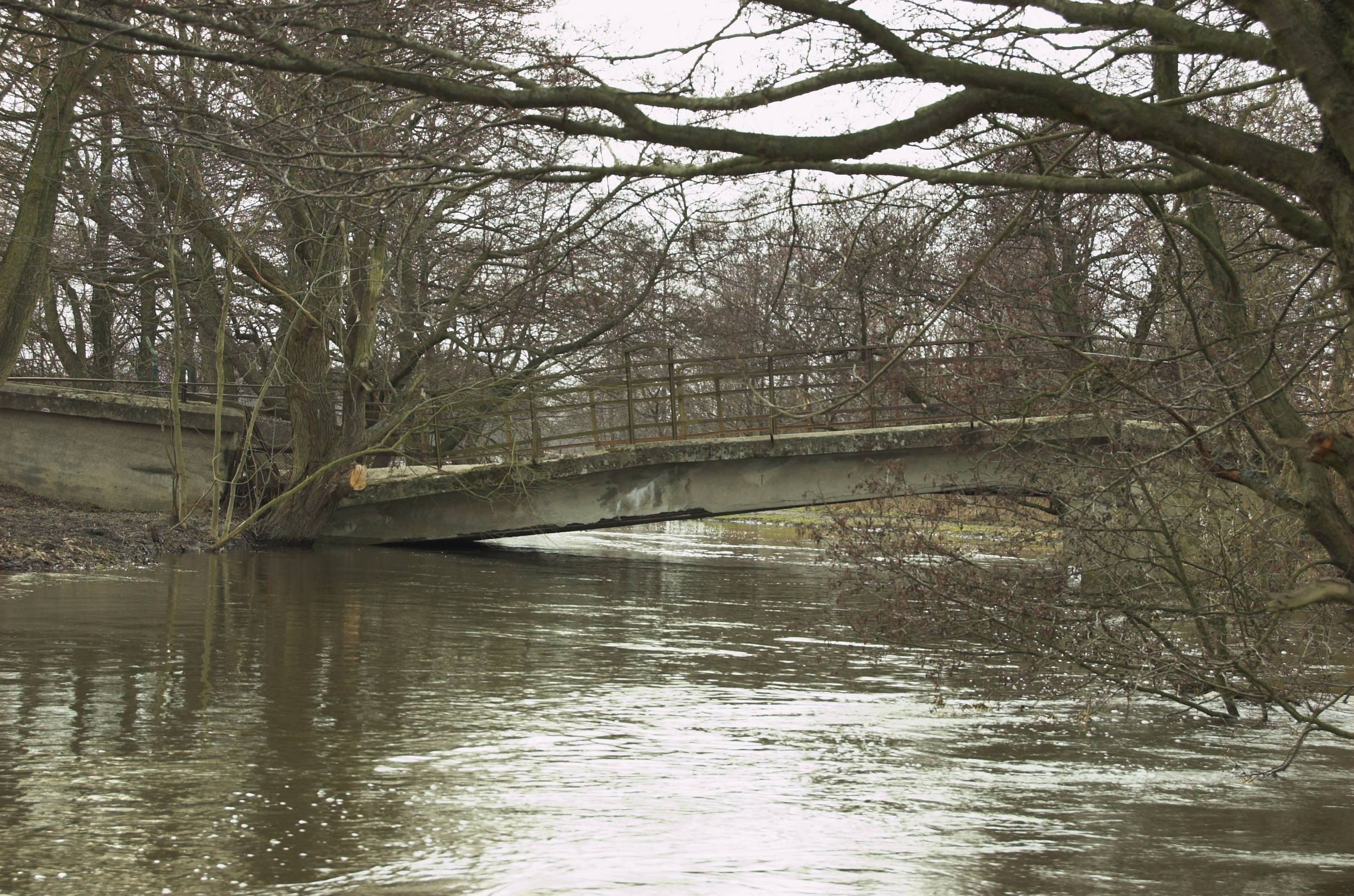
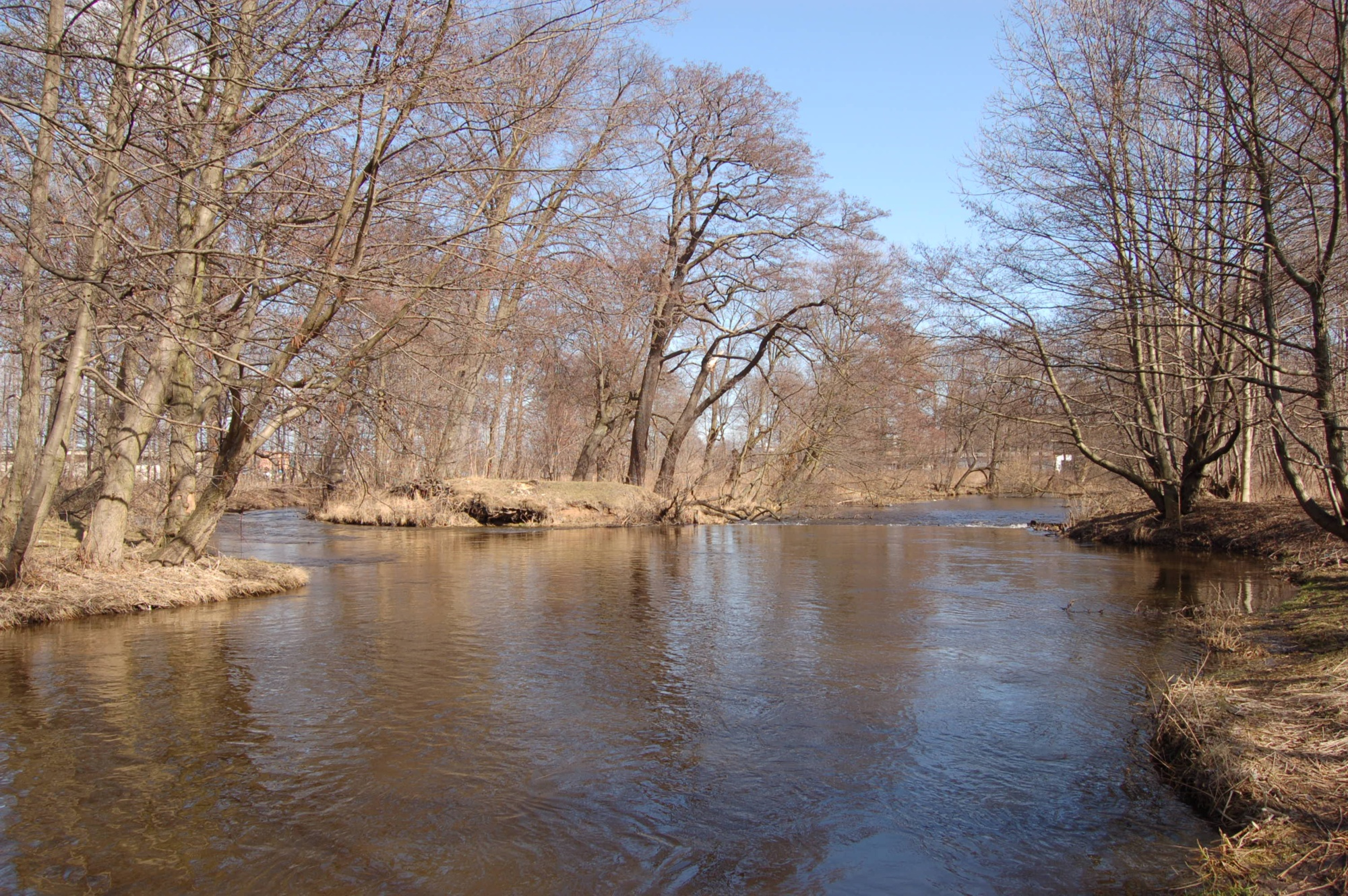
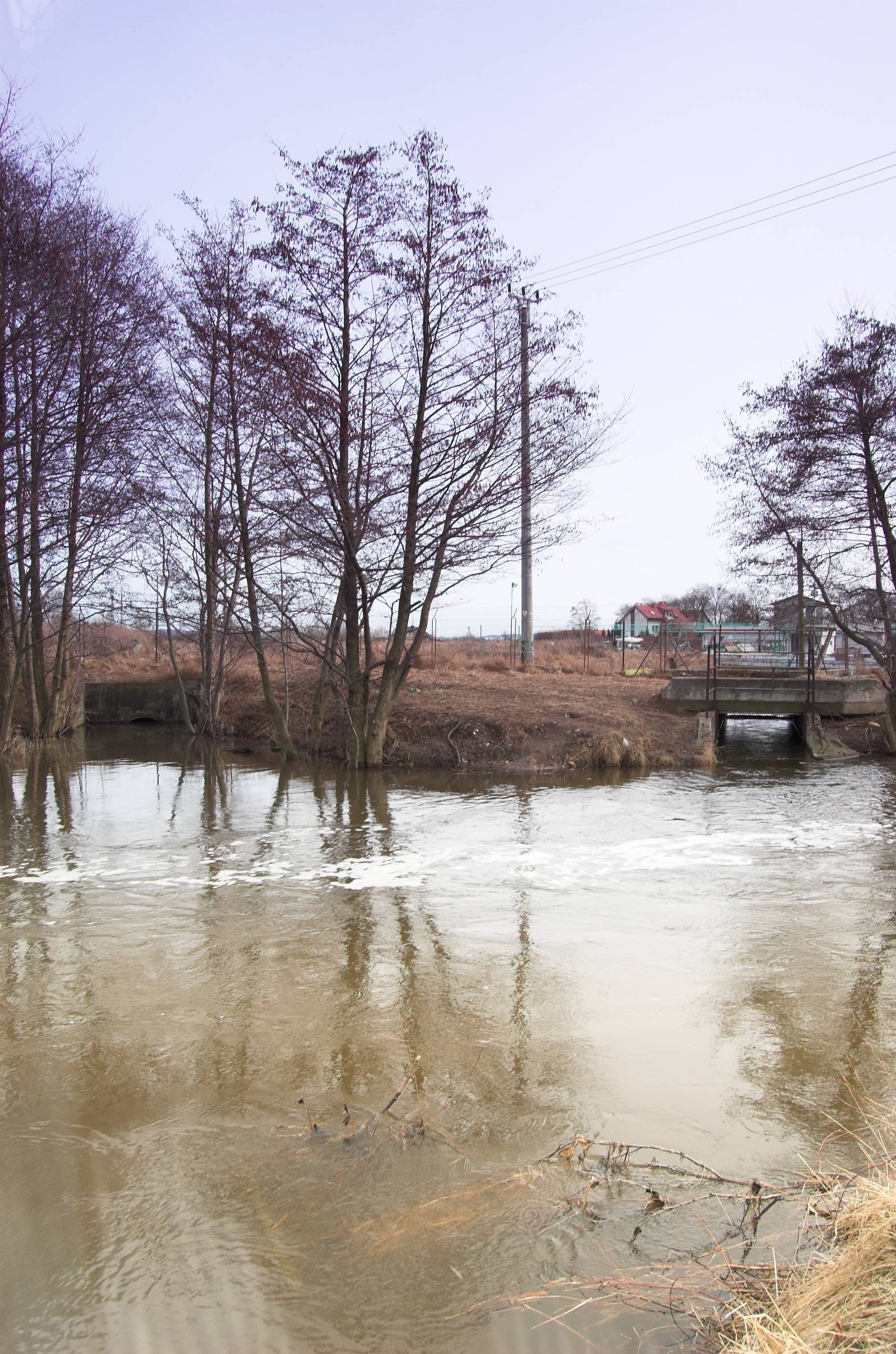